# جوراندير دي فريتاس
جوراندير دي فريتاس (بالبرتغالية: Jurandir de Freitas‏) (مواليد 12 نوفمبر 1940) هو لاعب كرة قدم. يلعب مع منتخب البرازيل لكرة القدم. سبق له أن لعب في كأس العالم لكرة القدم مع منتخب بلاده.

## روابط خارجية
- جوراندير دي فريتاس على موقع الاتحاد الدولي (مؤرشف)  (الإنجليزية)
- جوراندير دي فريتاس على موقع قاعدة بيانات كرة القدم.إي يو (الإنجليزية)
- جوراندير دي فريتاس على موقع ناشيونال فوتبول تيمز (الإنجليزية)
- جوراندير دي فريتاس على موقع عالم كرة القدم.نت (الإنجليزية)